# Chaux-Neuve
Chaux-Neuve là một xã trong vùng hành chính Franche-Comté, thuộc tỉnh Doubs, quận Pontarlier, tổng Mouthe. Tọa độ địa lý của xã là 46° 40' vĩ độ bắc, 06° 08' kinh độ đông. Chaux-Neuve nằm trên độ cao trung bình là 991 mét trên mặt nước biển, có điểm thấp nhất là 980 mét và điểm cao nhất là 1384 mét. Xã có diện tích 28.31 km², dân số vào thời điểm 1999 là 223 người; mật độ dân số là 8 người/km².

## Thông tin nhân khẩu
| 1962 | 1968 | 1975 | 1982 | 1990 | 1999 |
| ---- | ---- | ---- | ---- | ---- | ---- |
| 230  | 252  | 202  | 180  | 191  | 223  |